# Андрієнки
Андріє́нки (рос. Андриенки) — присілок у складі Афанасьєвського району Кіровської області, Росія. Входить до складу Ічетовкінського сільського поселення.
Населення становить 12 осіб (2010, 23 у 2002).
Національний склад станом на 2002 рік — росіяни 78 %.